# Begonia oxyanthera
Espèce
Synonymes
- Begonia jussiaeicarpa Warb.[1]

Statut de conservation UICN

 VU A4bc : Vulnérable
Begonia oxyanthera  est une espèce de plantes à fleurs de la famille des Begoniaceae. Ce bégonia est originaire d'Afrique tropicale. L'espèce fait partie de la section Tetraphila. Elle a été décrite en 1897 par Otto Warburg (1859-1938). L'épithète spécifique oxyanthera est formée à partir du grec ancien oxus, pointu, et de anthera, anthère.

## Description

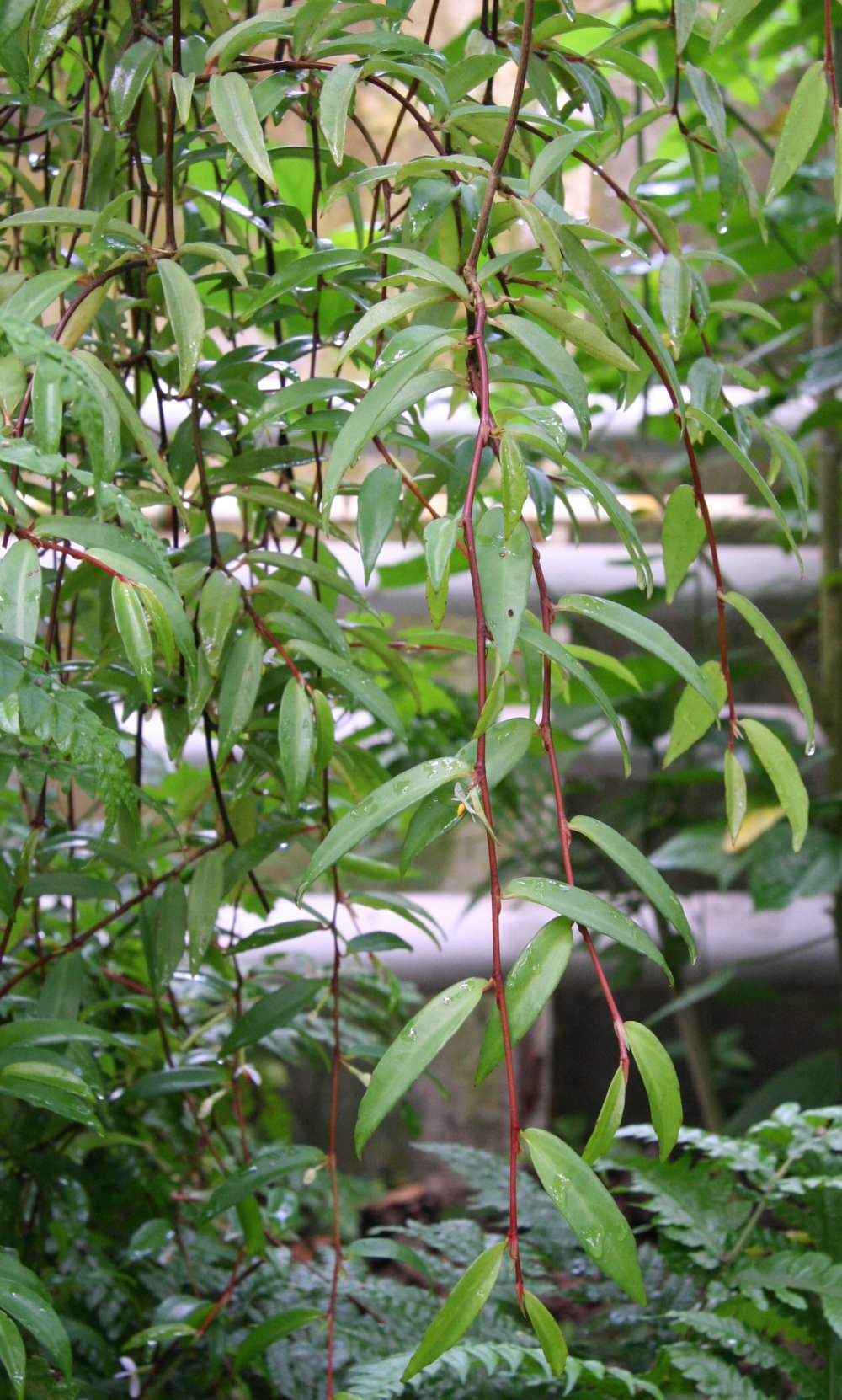
Aspect général, spécimen cultivé.
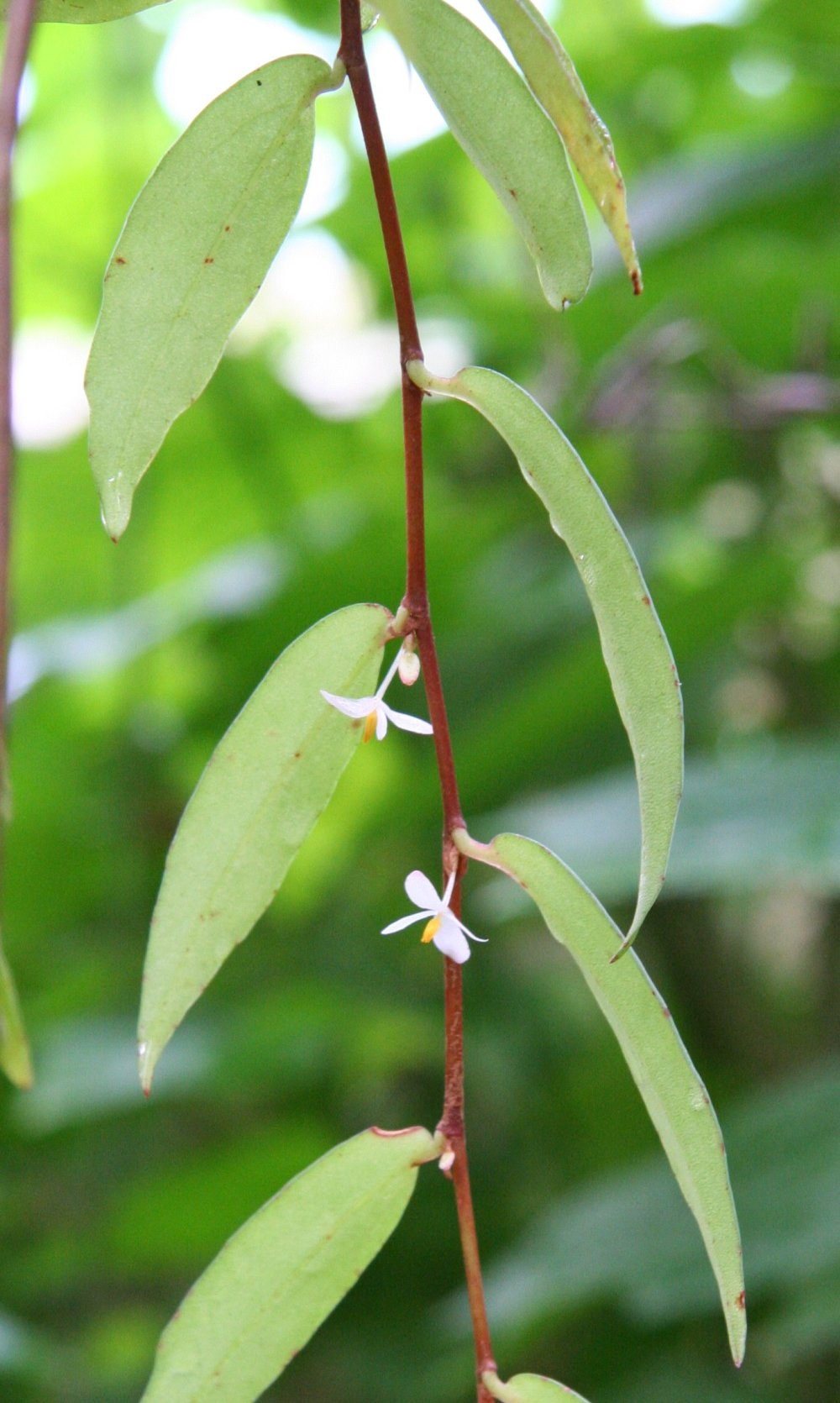
Détail d'une tige.

Begonia oxyanthera est une espèce épiphyte de bégonia pouvant atteindre 6  à   9 mètres de haut.
Les feuilles sont simples, alternes et de forme ovale-lancéolée.
Les fleurs unisexuées sont de couleur blanche.
Begonia oxyanthera produit des fruits sous forme de capsules déhiscentes.

## Répartition géographique
Présente sur la ligne montagneuse du Cameroun, assez commune, l'espèce a été observée principalement au Cameroun, sur une douzaine de sites dans la Région du Nord-Ouest  (mont Oku, lac Oku, réserve forestière de Bali Ngemba), la région du Sud-Ouest (Nyasoso, Kodmin, mont Koupé, mont Manengouba, Fossimondi, monts Rumpi) et celle du Littoral (mont Nlonako). Elle a également été collectée sur trois sites en Guinée équatoriale (île de Bioko) et sur un site au Nigeria. Elle croît à des altitudes comprises entre 800 et 2 400 mètres.

## Statut de conservation
Le déboisement des terres pour l'agriculture ou encore le bois a peu à peu entraîné le déclin de l'espèce. Elle est de ce fait classée depuis 2003 dans la liste rouge des espèces menacées de l'Union internationale pour la conservation de la nature[réf. souhaitée].

## Utilité
En horticulture, le Begonia oxyanthera peut être cultivée en pot sur un substrat limono-sableux frais à humide avec une exposition ensoleillée à semi-ombragée et des températures comprises idéalement entre 19  et   23 °C.